# 东四清真寺
东四清真寺，又名“法明寺”，位于北京市东城区东四南大街13号，是一座伊斯兰教清真寺。现为北京市伊斯兰教协会驻地。1984年被列为北京市文物保护单位。

## 历史
东四清真寺始建于元朝至正六年（1346年）。明朝正统十二年（1447年），后军都督府同知陈友（回族人）捐资重建。明朝景泰元年（1450年），明代宗（景泰帝）敕题“清真寺”门额，故该寺有官寺之称。据记载，当时该清真寺的门前有坊，坊前有白石桥，白石桥外的大街东侧立有照壁。
东四清真寺原来规模很大，传说南到报房胡同，北到东四西大街。大殿的西、南、北面有不少房屋，原来是该清真寺内小学使用，如今大殿后面的一片空地即当时小学的操场，西面有一排教室，教室南侧是教员休息室及办公室。此处后面隔一条狭窄的胡同，又有很多间教室。民国十五年（1926年），该清真寺内创办了清真寺中学校。民国十八年（1929年），私立成达师范学校由山东省济南迁到北平，即以该清真寺作为校址。1936年，在该清真寺建立了“福德图书馆”，大殿南侧原来有一座西式砖楼，面阔六间，便是福德图书馆的馆址。1947年在此创办了北平伊斯兰经学院。中华民国时期，还在该寺编辑出版过《月华》、《回民大众》等伊斯兰学术期刊。大殿后面的西北角，原来有一座西式大礼堂，是回民群众俱乐部。如今，大殿以西、以南的建筑（包括学校、图书馆、俱乐部等）早已全部拆除。
中华人民共和国成立后，1974年和2003年，国家曾拨款修缮该清真寺。北京市伊斯兰教协会设在该寺。北京伊斯兰教经学院也曾设在该寺。1984年，该寺被列为北京市文物保护单位。
东四清真寺现为北京市伊斯兰教协会的会址，也是穆斯林礼拜、聚礼、节日会礼的场所。清真寺内的阿訇除了每天主持宗教活动外，还为外国籍穆斯林举办婚丧仪式。

## 建筑
该清真寺的主要建筑有：
- 大门：现存的清真寺大门是在民国三年（1914年）改建（一说1920年改建）而成。寺门坐西朝东，面阔三间，进深七檩，绘有旋子彩画，硬山顶，灰筒瓦屋面。明间设有板门，并且出前后廊，后檐柱明间设有屏门。
- 厢房：大门内是一个纵向的院落，左右两侧有砖砌的近代式厢房，带有壁柱以及女儿墙，南北两厢各有一小间和六大间，浴室（净水堂）位于北厢房。
- 二门：为过厅，面阔五间，前后带廊，廊子是砖砌券洞。
- 垂花门：二门内是一个小院，小院北面有三间平房。小院西侧有一垂花门，门的南北两侧有带漏窗的平顶走廊，此处原来是邦克楼（宣礼搂）的位置。邦克楼为一座二层方形攒尖顶建筑，是为招呼回民礼拜而建。邦克楼的铜宝顶直径大约2尺，内侧铸有阳文“成化丙午年造”，现存在礼拜殿前抱厦内。邦克楼建于明朝成化二十二年（1486年），清朝光绪末年毁于地震（另有说法称毁于火）。
- 礼拜殿（大殿）：垂花门内是一个很开阔的正方形大院，乃该清真寺的主院。院内的主要建筑是礼拜殿，坐西朝东，面阔五间，进深四间。殿前带有卷棚式抱厦，抱厦面阔三间，进深四檩。礼拜殿高15米，建筑面积500平方米，殿内可以同时容纳500人礼拜。该大殿共有大小七座券门，正面的三座拱门的门额上刻有《古兰经》经文，是中国其他清真寺少见的建筑形式。
  - 前半部分：礼拜殿的前半部分是木结构，灰筒瓦庑殿顶，四角设有擎檐柱。殿内20根大彩柱，每根直径48厘米，柱面满饰贴金缠枝西蕃莲图案，中央三根横梁上有彩底金字阿拉伯文库法体《古兰经》节文。殿内屋架露明，绘有旋子彩画。
  - 窑殿：礼拜殿的后半部分是窑殿，为砖砌圆拱顶，因不用梁柱而成“无梁殿”。窑殿面阔三间，歇山式，内部用三座拱门和大殿相连通。窑殿的各间之间建有十分厚重的隔墙，隔墙上各开券门两座，以连通三座拱门。
  - 《清真法明百字圣号》碑记：大殿抱厦内的南端立有一通明朝万历七年（1579年）的《清真法明百字圣号》碑，碑身宽67厘米，高91厘米，下方有须弥座。碑阳是汉文，记述了先知穆罕默德的事迹。碑阴刻有阿拉伯文，中间夹刻汉文“理木无极”四个字。
- 石碑：院中有两通明代石碑，字迹模糊。两碑之间，原有一座六角形攒尖顶小亭，名曰“香炉亭”，中置明代铸造的大铜香炉，此亭现已无存。
- 南、北讲堂及图书馆：主院内的南北两侧各有五间配殿和三间配房，都带有前廊。配殿及大殿都是明代建筑。南配殿的资料室（图书馆）内，收藏有各种版本的《古兰经》，其中一本元朝延佑五年（1318年）的手抄本《古兰经》为穆罕默德·伊本·艾哈迈德书写，文字精美，保存完好，被视为国宝。还有一块直径80厘米的明代瓷牌，白底蓝字，中间是阿拉伯文“清真言”。此外，资料室内还收藏有埃及国王赠送的图书等不少珍宝。[1][2]